# Stigmella titivillitia
Stigmella titivillitia là một loài bướm đêm thuộc họ Nepticulidae. Nó là loài duy nhất được tìm thấy ở Hokkaido in Nhật Bản.
Ấu trùng ăn Alnus japonica và Alnus hirsuta. Chúng ăn lá nơi chúng làm tổ.